# 461st Air Control Wing
Il 461st Air Control Wing è uno stormo di Comando e Controllo dell'Air Combat Command, inquadrato nella Ninth Air Force. Il suo quartier generale è situato presso la Robins Air Force Base, in Georgia.

## Missione
Il reparto non dispone di propri aerei ma è un'unità associata al 116th Air Control Wing della Georgia Air National Guard, equipaggiato con gli E-8C J-STARS.

## Organizzazione
Attualmente, al maggio 2017, lo stormo controlla:
- 461st Operations  Group
  - 461st Operations Support Squadron
  -  12th Airborne Command and Control Squadron
  -  16th Airborne Command and Control Squadron
  -  330th Combat Training Squadron, Formal Training Unit
  - 461st Air Control Networks Squadron
- 461st Maintenance Group
  - 461st Aircraft Maintenance Squadron